# Maruyamaïta
La maruyamaïta és un mineral de la classe dels silicats que pertany al grup de la turmalina. Foun anomenat així en honor de Shigenori Maruyamam, professor a la Universitat de Tòquio que va liderar el projecte que va descobrir el mecanisme de subducció i exhumació contienntal del massís Kokchetav (Kazakhstan); dit equip va descobrir les roques que contenien el mineral. La maruyamaïta és el primer mineral aprovat per l'IMA que és ric en potassi i, alhora, es troba al grup de les turmalines; està relacionat amb l'oxidravita, de la qual és l'anàleg de potassi.

## Característiques
La maruyamaïta és un mineral de fórmula química K(MgAl₂)(Al₅Mg)(BO₃)₃(Si₆O18)(OH)₃O. Cristal·litza en el sistema trigonal. La seva duresa a l'escala de Mohs és 7. L'exemplar que va servir per a determinar l'espècie, el que es coneix com a material tipus, es troba conservat al Museu Nacional de Natura i Ciència de Tsukuba, amb el número de registre nsmmf15696.

## Formació i jaciments
Es forma en roques afectades per metamorfisme d'elevadíssima pressió, en les quals coexisteix amb altres minerals estables a altes pressions com ara el diamant. Va descobrir-se en gneissos amb presència de diamant. Només s'ha descrit a la seva locaitat tipus, al Kazakhstan.